# Tom Daley
Thomas Robert „Tom“ Daley  (* 21. května 1994 Plymouth, Velká Británie) je anglický skokan do vody, mistr světa ve skoku z 10metrové věže a zlatý olympionik.

## Život
Narodil se v Plymouthu rodičům Robertovi a Debře Daleyovým. Má dva mladší bratry – Williama a Bena. Jeho otec v roce 2011 zemřel ve věku 40 let na rakovinu.

### Sportovní úspěchy
Je trojnásobným mistrem světa ve skoku z 10metrové věže. Ve stejné disciplíně získal na Letních olympijských her 2012 v Londýně bronzovou medaili a na Letních olympijských hrách 2016 v Rio de Janeiru získal s Danielem Goodfellowem v synchronizovaných skocích z 10metrové věže bronzovou medaili. Ze stejné disciplíny si na Letních olympijských hrách 2020 v Tokiu odnesl společně s Mattym Lee zlatou mediali a ve skoku z 10metrové věže získal bronzovou medaili.
Po zisku stříbrné medaile na Letních olympijských hrách v Paříži, oznámil 12. 8. 2024 konec sportovní kariéry.

### Mediální působení
Po svých sportovních úspěších se na začátku roku 2013 stal i tváří televizní obrazovky v pořadu Splash! televize ITV, v němž mentoroval celebrity v jejich skocích do vody. Dalším jeho pořadem byla šestidílná minisérie Tom Daley Goes Global, v níž s kamarádkou Sophie cestoval s batohem po Thajsku, Japonsku, Maroku či Austrálii, vysílaná na ITV2 na jaře 2014. Při natáčení pořadu překonal rekord ve skoku z 357 stop (asi 109 metrů) vysokého útesu s 12 salty.
Čtenáři britského gay magazínu Attitude zvolili Daleyho v letech 2013 a 2014 nejvíc sexy mužem roku.

### Rodinný život
Je o něm veřejně známo, že je gay. V prosinci 2013 provedl svůj veřejný coming out prostřednictvím videa na YouTube, v němž oznámil, že je ve vztahu s mužem. Jeho manželem je americký scenárista Dustin Lance Black, s nímž v březnu 2015 oslavil druhé výročí vztahu.
Na podzim téhož roku pár ohlásil v tradiční rubrice deníku the Times své zasnoubení. V květnu 2017 se konala jejich svatba. Koncem června 2018 manželé oznámili, že jim náhradní matka z USA porodila syna, pojmenovaného po Daleyho zesnulém otci Robert Ray.